# Realce
Realce é um álbum de estúdio do cantor e compositor Gilberto Gil lançado em 1979.

## Contexto
Numa época em que a qualidade dos estúdios brasileiros deixava a desejar com relação aos estrangeiros, Gilberto Gil recebeu um convite do produtor Marco Mazzola para gravar um disco em Los Angeles, aproveitando uma turnê que o cantor faria nos Estados Unidos. Mazzola já viajava frequentemente para a cidade estadunidense na época, buscando mais conhecimentos técnicos de produção.
À banda de Gilberto, uniram-se os músicos locais: Steve Lukather (Toto) na guitarra, Rick Schlosser (Van Morrison, Rod Stewart) na bateria, Michael Roddicker (Bee Gees, Quincy Jones) nos teclados e Jerry Hey (Michael Jackson, Earth, Wind and Fire) nos arranjos de metais.

## Informações das faixas
A canção-título é inspirada na disco music e é possivelmente uma ode a beleza, na faixa, Gil contou com a guitarra de Steve Lukather e os teclados de  Jerry Hey no ano seguinte, Gil participou de um show do Earth, Wind and Fire no Maracanãzinho e dividiu os vocais com o percussionista da banda Ralph Johnson, que cantou a letra em português. Somente músicos estrangeiros participaram da faixa por sugestão de Mazzola, que achava que ela deveria ter uma "pegada mais internacional".
Ao comentar a letra da faixa, Gil afirmou:
A letra [de "Realce"] parte de um escopo geral que é falar do que à época eu chamava de 'salário mínimo da cintilância a que têm direito todos os anônimos' - nos terminais de metrô, nas arquibancadas dos estádios, nas discotecas. Esse lado Saturday Night Fever está propositalmente explicitado nos três pseudorrefrões que funcionam para reiterar a macdonaldização da vida cotidiana nas grandes cidades, mas também para dar-lhe uma qualificação de profundidade que necessariamente também existe nessas coisas tão associadas à superficialidade".
"Superhomem - a canção" foi composta por Gil após ouvir o relato de Caetano Veloso sobre o filme de 1978. O álbum também traz uma versão do reggae "No Woman, No Cry" de Vincent Ford, gravada em 1974 por Bob Marley & the Wailers, Gil traduziu como "Não chore mais", segundo ele, por não entender o que o refrão da canção original queria dizer. Em Sarará miolo, Gil apresentou uma fusão do reggae com o baião.

## Faixas
- Todas as faixas de autoria de Gilberto Gil, exceto onde indicado.

| N.º | Título                  | Compositor(es)                    | Duração |  |
| 1.  | "Realce"                |                                   | 04:42   |  |
| 2.  | "Sarará miolo"          |                                   | 04:48   |  |
| 3.  | "Superhomem - a canção" |                                   | 04:05   |  |
| 4.  | "Tradição"              |                                   | 04:52   |  |
| 5.  | "Marina"                | Dorival Caymmi                    | 04:12   |  |
| 6.  | "Rebento"               |                                   | 02:54   |  |
| 7.  | "Toda menina baiana"    |                                   | 03:44   |  |
| 8.  | "Logunedé"              |                                   | 03:55   |  |
| 9.  | "Não chore mais"        | Vincent Ford, versão Gilberto Gil | 04:34   |  |

Faixa(s) bônus
| N.º | Título                               | Compositor(es)                   | Duração |  |
| 10. | "Macapá"                             | Luiz Gonzaga e Humberto Teixeira | 3:42    |  |
| 11. | "Acertei no milhar"                  | Wilson Batista e Geraldo Pereira | 02:04   |  |
| 12. | "Senhor delegado"                    | Antonio Lopes e Jaú              | 02:37   |  |
| 13. | "Escurinho"                          | Geraldo Pereira                  | 03:34   |  |
| 14. | "Minha nega na janela"               | Germano Mathias e Doca           | 03:42   |  |
| 15. | "A situação do escurinho"            | Aldacyr Louro e Pandeirinho      | 03:12   |  |
| 16. | "Samba rubro-negro (O mais querido)" | Wilson Batista e Jorge de Castro | 03:45   |  |

## Créditos

### Músicos
Fonte:
- Gilberto Gil - vocais, violão, guitarra
- Steve Lukather - guitarra
- Rubão Sabino - baixo
- Tuca - teclados
- Michael Roddicker - teclados
- Luiz Carlos - bateria
- Rick Schlosser  - bateria
- Djalma Corrêa - percussão
- Jerry Hey - arranjos de metais

### Pessoal técnico
- Estúdio de gravação: Westlake Audio
- Engenheiro de gravação: Humberto Gatica
- Auxiliar de gravação: Eric
- Técnico de gravação na faixa 9: Victor
- Auxiliar de gravação na faixa 9: Claudio
- Estúdio de mixagem: Sunset Sound
- Engenheiro de mixagem: Humberto Gatica
- Auxiliar de mixagem: Rafaello Mazza
- Corte: Jo Hansch - Kendun Records
- Coordenação de capa: Claudio Carvalho
- Fotos Gil: Norman Seef
- Fotos estúdio: Daniel Rodrigues
- Design capa: Noguchi
- Produzido por Mazola